# Skoeda
Skoeda is een geslacht van kevers uit de familie van de loopkevers (Carabidae). De wetenschappelijke naam van het geslacht is voor het eerst geldig gepubliceerd in 1995 door Morvan.

## Soorten
Het geslacht Skoeda omvat de volgende soorten:
- Skoeda deliae Morvan, 1995
- Skoeda digamma Morvan, 1995
- Skoeda divleo Morvan, 1995
- Skoeda heinigeri Morvan, 1995
- Skoeda holzschuhi Morvan, 1995
- Skoeda kornreiza Morvan, 1995
- Skoeda moana Morvan, 1995
- Skoeda montis Jedlicka, 1965
- Skoeda mus (Jedlicka, 1965)
- Skoeda naviauxi Morvan, 1995
- Skoeda shimomurai Morvan, 1995